# San Girolamo penitente (Dürer)
Il San Girolamo penitente è un dipinto a olio su tavola di pero (23x17 cm) di Albrecht Dürer, databile al  1496 circa e conservato nella National Gallery di Londra.

## Storia e descrizione
L'opera venne attribuita a Dürer nel 1957, in base alla somiglianza del leone con un guazzo su pergamena sicuramente dell'artista nella Hamburger Kunsthalle. Tale disegno risale all'epoca del secondo viaggio in Italia (1506-1507) e si basò quasi certamente su una delle numerose raffigurazioni del leone di San Marco a Venezia. Altri studi vennero impiegati per creare il paesaggio, legati alle cave di pietra nei dintorni di Norimberga.
Il tema di san Girolamo penitente è molto frequente nella pittura dell'epoca. Forse Dürer si ispirò a una delle tavole con questo soggetto di Giovanni Bellini o a un dipinto di Lorenzo Lotto del 1506. Il motivo delle rocce nude farebbe infatti pensare a un'influenza italiana, come il dipinto di Andrea Mantegna.
Girolamo è rappresentato durante il suo eremitaggio con tutti i tipici attributi: il leone addomesticato, il cappello e la veste cardinalizia butta in terra in segno di rinnegazione degli onori terreni, il libro (fu il traduttore della Vulgata), la pietra per percuotersi il petto in segno di penitenza e il crocifisso a cui rivolgere le preghiere.
Tipicamente nordica è l'attenzione alla natura anche negli aspetti più umili, come gli uccellini, la farfalla bianca in basso, fino alla resa della corteccia dei tronchi o dei singoli fili d'erba.
Il cielo dello sfondo, dalle drammatiche sfumature rossastre, ricorda una acquerello del pittore, lo Stagno in un bosco, nel British Museum.
Già nel Fitzwilliam Museum di Cambridge, venne poi acquistato dal museo londinese. Già datato a una fase tarda, verso il 1519, è oggi invece ritenuto prevalentemente un'opera giovanile, vicina al 1496.